# Guatuso (territorio indígena)
El Territorio Indígena Guatuso es uno de los 24 territorios indígenas costarricenses oficialmente reconocido por el gobierno de Costa Rica. Pertenece a la etnia maleku o guatuso y se ubica en el cantón de Guatuso, provincia de Alajuela con un área de aproximadamente 2743 hectáreas. El territorio fue establecido vía decreto ejecutivo en 1977, su población es de 494 indígenas y 925 según datos del Instituto Nacional de Estadística y Censo de 2013. Se hablan allí las lenguas maleku, lhaíca y español, la educación es bilingüe español-maleku.
Se dedican al cultivo del cacao, pejibaye, palmito, arroz, frijol, plátano, yuca, tiquisque y productos cítricos, crianza del ganado de engorde y pesca. Confección de artesanías, cerámica y madera. También se dedican al ecoturismo ya que el territorio está abierto a los turistas.
Se distribuyen en tres asentamientos principales o palenques: Margarita con unos 157 habitantes, Tonjibe con 178 habitantes y el Sol con 45.

## Demografía
Para el censo de 2011, este territorio tiene una población total de 1423 habitantes, de los cuales 498 habitantes (35,00%) son autoidentificados cómo de etnia indígena.